# Squadrone eliportato carabinieri cacciatori "Calabria"
Lo Squadrone Carabinieri Eliportato "Cacciatori Calabria" è un'unità speciale dell'Arma dei Carabinieri, con sede a Vibo Valentia, dipendente dal vice Comandante della Legione Calabria.

## Storia
Fondato il 1º luglio 1991 a Vibo Valentia in seno al Comando Regione Calabria dell'Arma dei Carabinieri (Originariamente Cacciatori d'Aspromonte, ideati dall'allora comandante della Legione Carabinieri Catanzaro, Colonnello Nicolò Bozzo, stretto collaboratore del Generale Carlo Alberto Dalla Chiesa, dal quale per questo nuovo reparto, mutuò l'operatività dai Nuclei Antiterrorismo, il Colonnello Bozzo ne curò il nome, studiò le uniformi speciali e la foggia del basco rosso), poi inserito nel Gruppo operativo Calabria, istituito nel 1992.  Gli odierni squadroni carabinieri cacciatori operano quindi a supporto delle attività dell'Arma, in operazioni nelle quali il profilo operativo richieda l'intervento di personale specializzato.
Nella storia militare d'Italia, i reparti di Cacciatori erano specificamente dedicati ad azioni di ricognizione e disturbo e la denominazione non è casuale, derivando dal particolare modus operandi utilizzato dal reparto per catturare le proprie "prede":
- infiltrazione occulta nel territorio (ricognizione speciale e controllo del territorio);
- appostamento (acquisizione obiettivi e pianificazione operazioni);
- attacco rapido ed inatteso (azione diretta o assalto).

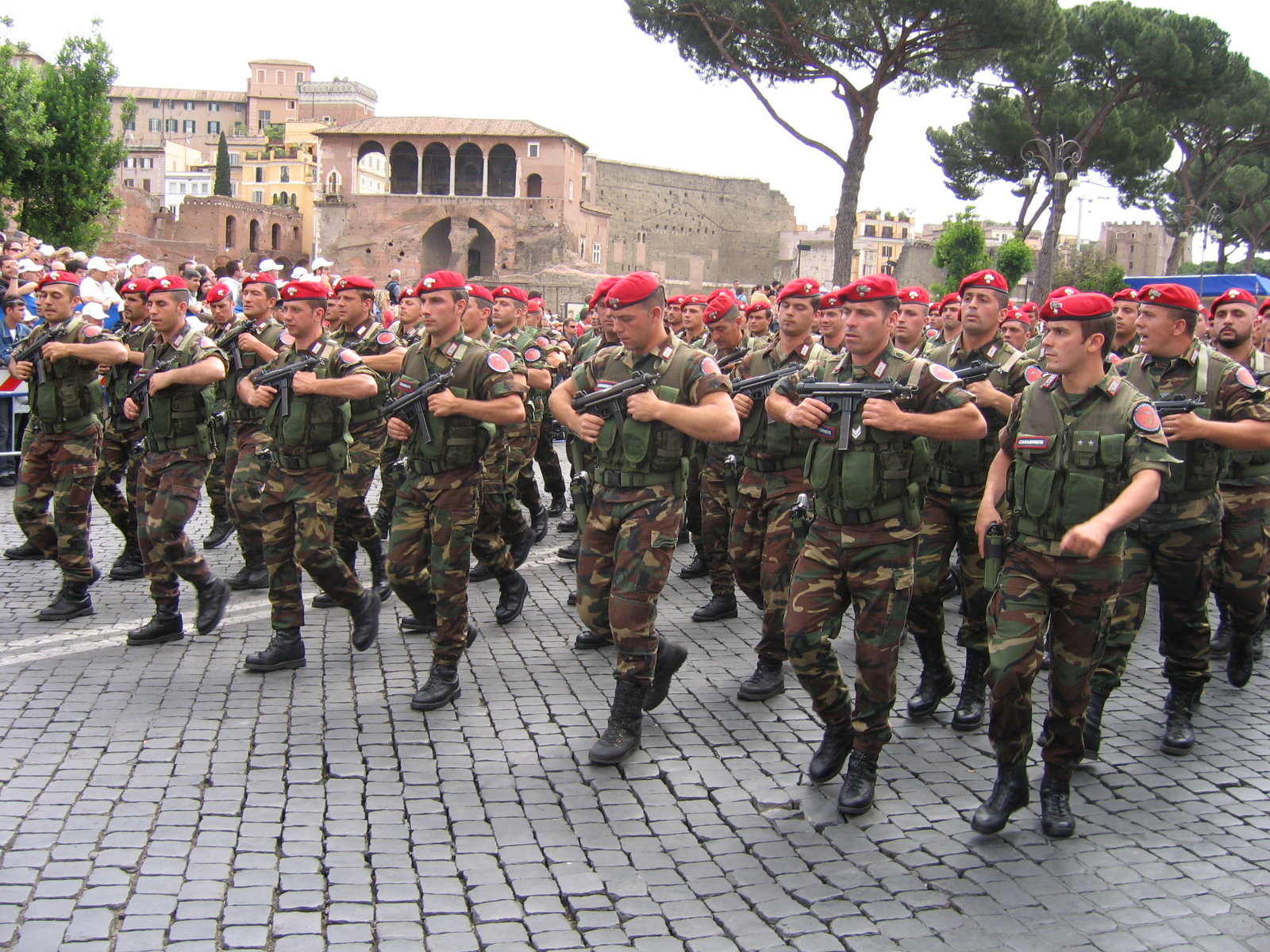
I Baschi rossi dello squadrone "Calabria".

Elemento distintivo dei carabinieri Cacciatori è il caratteristico "Basco Rosso", del quale gli operatori si fregiano con orgoglio fin dal 1991.

## Struttura
Squadrone Carabinieri Eliportato "Cacciatori Calabria" ha sede nella Base Logistica Operativa dell'Aeroporto ed eliporto militare di Vibo Valentia “Luigi Razza", insieme all'8º nucleo elicotteri CC.
Fino al 2017, oltre all'8º Nucleo elicotteri, erano distaccati nella B.L.O. anche una Compagnia Speciale ed il Nucleo cinofili, tutte unità il cui impiego era possibile in congiunzione a quello dei Cacciatori, portando ad un più efficace coordinamento operativo.
Lo squadrone, insieme alla Compagnia Speciale, dipendeva inizialmente dal Gruppo operativo Calabria. Nel 2017, la struttura ordinativa del reparto viene modificata nel seguente modo: il Gruppo operativo Calabria viene soppresso; la Compagnia Speciale confluisce nel neo istituito 14° Btg. CC Calabria; lo Squadrone acquisisce il Nucleo Cinofili di Vibo Valentia (fino ad allora autonomo) e passa alle dipendenze dirette del Vicecomandante della Legione Carabinieri Calabria.
Il reparto è costituito da un comandante, dalla squadra Comando e da quindici squadre, unità operative minime dello squadrone, responsabili
di una propria zona d'operazione e inserite in due Plotoni Cacciatori, che hanno almeno un tiratore e un pattugliatore scelti.
In un plotone è presente una squadra composta interamente da rocciatori, nell'altro, una di rocciatori abilitati al soccorso in montagna.
Ogni squadra è composta esclusivamente da specialisti: rocciatori, pattugliatori scelti, tiratori scelti e artificieri.

## Mezzi
Lo squadrone si avvale oltre agli elicotteri di vari veicoli fuoristrada come:
Isuzu D-Max e
Land Rover Defender 110.

## Selezione e reclutamento
Gli aspiranti operatori del reparto sono inviati presso il Reparto addestrativo del Reggimento carabinieri "Tuscania", onde seguire un corso della durata di quattro settimane, che li abiliti alle tecniche operative in piccoli nuclei all'interno di zone impervie ed in totale autonomia operativa e logistica. La fase successiva, sempre di quattro settimane, si svolge invece in Calabria.
Sotto la diretta supervisione degli istruttori del Tuscania, gli aspiranti devono acquisire in questo periodo la padronanza delle seguenti materie e tecniche:
- topografia;
- tecniche di elisbarco (tramite il "fast rope");
- ardimento;
- trasmissioni;
- addestramento al combattimento;
- addestramento al tiro;
- impiego di mezzi-apparecchiature speciali ed esplodenti.

Terminata la seconda fase, l'operatore del reparto continuerà un intenso ciclo addestrativo per tutto il suo periodo di attività in qualità di "Cacciatore". Al fine di mantenere elevato ed incrementare lo standard operativo dei militari in conformità con i ruoli ricoperti all'interno delle squadre, almeno un giorno alla settimana è infatti dedicato alle seguenti materie d'insegnamento:
- esplorazione tattica (ricognizione ed acquisizione di obiettivi);
- tecniche avanzate di combattimento in edifici (C.Q.B., Close Quarters Battle);
- tecniche particolari di tiro;
- topografia;
- tecniche di primo soccorso;
- fenomenologia della criminalità organizzata calabrese;
- educazione fisica, difesa personale e tecniche di disarmo (Krav Maga).

## Ambito operativo
Lo Squadrone Cacciatori dei Carabinieri è rivolto esclusivamente alla cattura dei latitanti mafiosi e alla lotta al crimine organizzato. L'elevato profilo professionale del reparto scaturisce da un'accurata specializzazione del personale, anche ai fini di una diversificazione operativa, ed è in sintonia con uno standard d'intervento tipicamente militare, che prevede l'attuazione di tecniche di controguerriglia proprie dei reparti speciali.
L'unità operativa minima dello squadrone è costituita dalla squadra, responsabile su una propria zona d'operazione, nella maggior parte dei casi corrispondente al territorio controllato da una famiglia criminale dominante. Ogni Squadra può venire impiegata in due modalità principali: missioni autonome o S.A.T. (Supporto all'arma territoriale).
Nel caso di missioni autonome, la squadra effettua attività di indagine e raccolta informazioni, appoggiandosi ai diversi comandi competenti per territorio. La squadra ha il compito di pianificare settimanalmente tipologia, modalità e tempi dei servizi da effettuarsi, relazionando poi dettagliatamente al comandante di plotone e di squadrone, che ne autorizzano le attività. In occasione delle missioni S.A.T., precedentemente all'intervento richiesto, viene effettuata attività di studio del problema, la ricognizione dell'obiettivo e viene infine pianificata l'attività di concerto con il comando richiedente il supporto.
In casi di emergenza od al verificarsi di sequestri di persona, il reparto può mobilitare un plotone o l'intero squadrone se necessario, realizzando un particolare piano di controllo del territorio (piano antisequestro), costituito da una rete di P.O.A. (Posti di osservazione e allarme) notturni e/o diurni, un piano di pattugliamento, rastrellamenti coordinati, vigilanza eliportata, posti di blocco e posti di controllo.
Precedentemente, durante e successivamente allo svolgimento delle attività appena elencate, il raccordo informativo tra il comando di squadrone ed i comandi territoriali competenti non cessa mai, come anche il necessario raccordo info-operativo, coordinato dal comando regionale, che evita accavallamenti e duplicazioni di servizi. Ogni informazione raccolta è collezionata, catalogata e condivisa con i reparti territoriali dislocati sul territorio. Operare nelle aree calabresi materialmente sottoposte al controllo capillare operato dalle famiglie criminali, assume aspetti che avvicinano di molto l'attività del cacciatore alle attività di interdizione d'area ed esplorazione tattica. Tra questi aspetti spiccano infiltrazioni ed esfiltrazioni di pattuglie nell'area delle operazioni condotte in condizioni di clandestinità, pattuglie che spesso operano sul terreno per più giorni consecutivi; la costituzione di pattuglie da ricognizione, il movimento prevalentemente notturno delle squadre, l'acquisizione prolungata degli obiettivi da attaccare, la pianificazione accurata e la conduzione di colpi di mano sfruttando la massima sorpresa, irruzioni in casolari, ovili ed anfratti naturali utilizzati come rifugio da latitanti o presunti tali.
Molti aspetti dell'attività dei cacciatori ricalcano le operazioni di controinterdizione d'area. Ad esempio l'esecuzione di rastrellamenti per la ricerca di tracce di movimenti sospetti su vie di comunicazione ritenute sensibili, l'osservazione notturna e diurna di obiettivi, la realizzazione di reti di P.O.A., onde monitorare e controllare ogni movimento sospetto sull'area di interesse ed impedire così le più vitali comunicazioni tra gli affiliati ai clan, la realizzazione di P.O.A. attivi che in condizioni di sicurezza per gli operatori consentano il bloccaggio ed il controllo di soggetti in movimento sospetto per i sentieri sottratti alla vista ed al controllo.
Si può affermare che l'attività del cacciatore sintetizza e riunisce caratteristiche tipiche sia della interdizione che della controinterdizione d'area, identificandosi quindi in una nuova forma di lotta alla criminalità, questa volta tipizzata come a sé stante, sebbene saldamente ancorata alle già codificate tecniche di combattimento nei conflitti a bassa intensità. Le unità operano generalmente per squadre autonome, ma per compiti particolari, i dispositivi vengono modulati in base alle esigenze.

### In Sicilia
Lo squadrone è intervenuto anche in caso di operazioni o controlli straordinari del territorio in Sicilia. Ha operato sui Nebrodi, sui monti Sicani e anche nel trapanese. È intervenuto fino alla creazione nel maggio 2017 dello Squadrone eliportato carabinieri cacciatori "Sicilia".

## Televisione
- Lo Squadrone - Docuserie Rai in onda dal 22 marzo 2018 al 12 aprile 2018